# 24ns Premis del Cinema Europeu
Els 24ns Premis del Cinema Europeu, presentats per l'Acadèmia del Cinema Europeu, van reconèixer l'excel·lència del cinema europeu. La cerimònia va tenir lloc el 3 de desembre de 2011 al Tempodrom de Berlín. La mestre de cerimònies va ser novament l'actriu i còmic alemanya Anke Engelke.

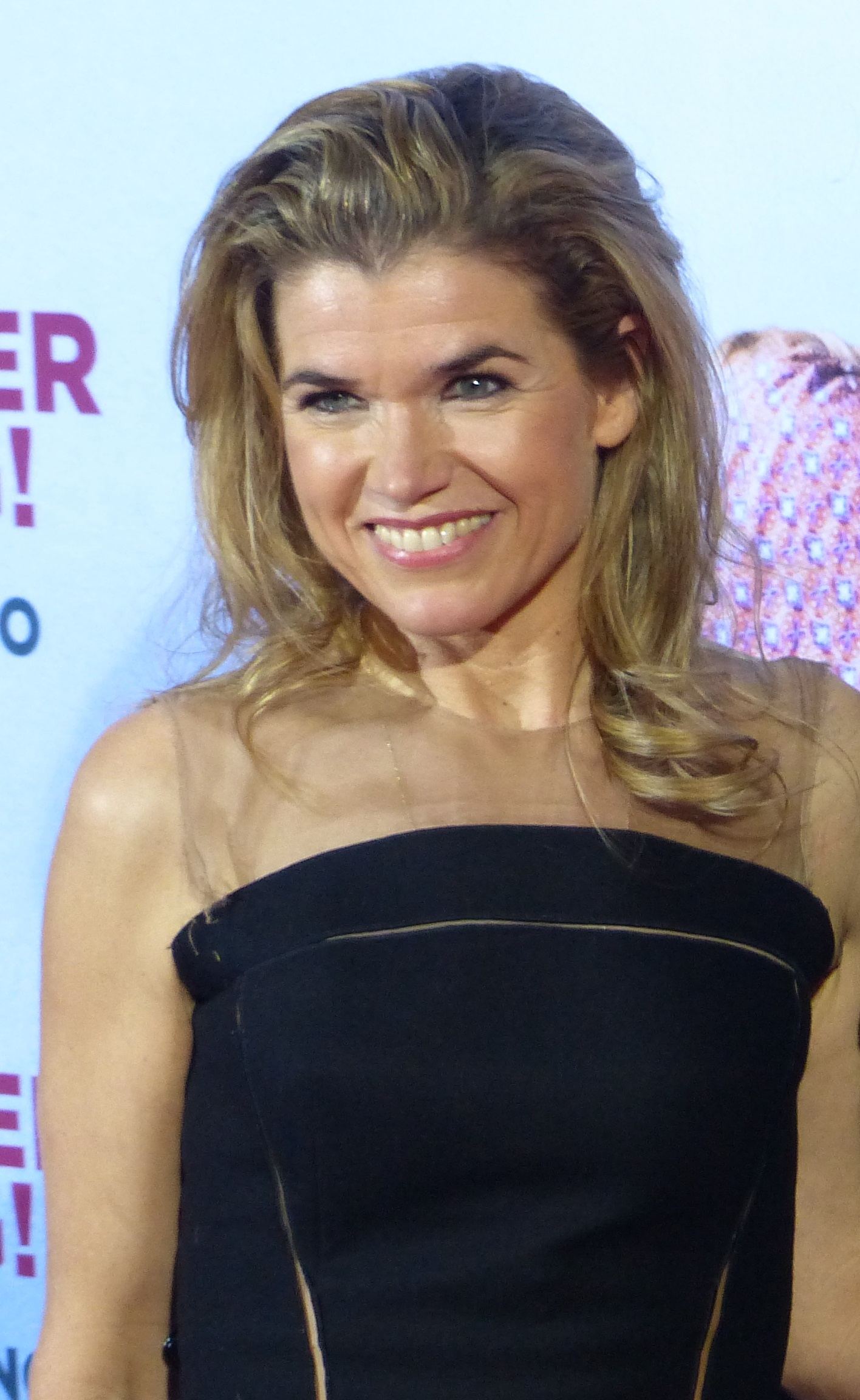
Anke Engelke, presentadora de la gala

El 12 de setembre de 2011, l'Acadèmia de Cinema Europeu va publicar la llista de 45 llargmetratges considerats per al guardó, vint dels quals van ser proposats pels països amb major nombre de membres de l'Acadèmia, i vint-i-cinc pel Consell d'Administració de l'EFA, amb la participació d'experts convidats. La llista de nominats al premi es va donar a conèixer el 5 de novembre, al Festival de Cinema Europeu de Sevilla.
La pel·lícula Melancolia de Lars von Trier va rebre vuit nominacions en set categories (millor pel·lícula, director, guió, fotografia, muntatge, disseny de producció i millors actrius, Kirsten Dunst i Charlotte Gainsbourg). El drama històric El discurs del rei de Tom Hooper en tenia cinc (millor pel·lícula, actor, muntatge, disseny de producció i públic), igual que la danesa En un món millor de Susanne Bier (millor pel·lícula, director, actor, guionista i públic); en van rebre quatre la francesa The Artist de Michel Hazanavicius (millor pel·lícula, actor, fotografia i música), la finlandesa Le Havre d'Aki Kaurismäki (millor pel·lícula, director, actor i guió) i la belga El nen de la bicicleta dels germans Dardenne (millor pel·lícula, director, actor i guió), mentre que l'espanyola La piel que habito de Pedro Almodóvar només en va rebre dues (millor compositor i disseny de producció).
La triomfadora va ser Melancolia, que va rebre els premis a la millor pel·lícula, fotografia i disseny de producció, tot i que El discurs del rei en va rebre dos (millor actor i muntatge) i En un món millor una (millor director), igual que El nen de la bicicleta (millor guió) i The Artist (millor compositor). Lars Von Trier, declarat "persona non grata" a Alemanya per les seves declaracions al 64è Festival Internacional de Cinema de Canes, no hi va assistir.
La pel·lícula d'Almodóvar no va rebre cap premi, però en canvi l'espanyola Chico i Rita de Fernando Trueba, Xavier Mariscal i Tono Errando va rebre el premi a la millor pel·lícula d'animació.
El president i la junta directiva de l'Acadèmia del Cinema Europeu van decidir atorgar el premi a la trajectòria a l'actor francès Michel Piccoli i al director de cinema britànic Stephen Frears, mentre que l'actor danès Mads Mikkelsen va ser reconegut per la millor actuació europea al cinema mundial.

## Pel·lícules seleccionades
1. Almanya – Willkommen in Deutschland - director: Yasemin Şamdereli
2. América - dirigida per João Nuno Pinto
3. As If I Am Not There dirigida per Juanita Wilson
4. El cavall de Torí - director: Béla Tarr
5. Attenberg - director: Athina Rachel Tsangari
6. Avé – director: Konstantin Bojanov
7. Balada triste de trompeta - director: Álex de la Iglesia
8. Beli, beli svet - director: Oleg Novković
9. Cirkus Columbia - director: Danis Tanović
10. Circus Fantasticus - director: Janez Burger
11. Die unabsichtliche Entführung der Frau Elfriede Ott - director: Andreas Prochaska
12. Drei - director: Tom Tykwer
13. Eldfjall - director: Rúnar Rúnarsson
14. Elena (Елена) - director: Andrei Zviàguintsev
15. Essential Killing - director: Jerzy Skolimowski
16. Habemus Papam - director: Nanni Moretti
17. En un món millor - director: Susanne Bier
18. Halt auf freier Strecke - director: Andreas Dresen
19. Hitganvut Yehidim dirigit per Dover Kosashvili
20. La Petite Chambre - dirigida per Stéphanie Chuat i Véronique Reymond
21. La piel que habito - director: Pedro Almodóvar
22. Le Havre - dirigida per Aki Kaurismäki
23. El nen de la bicicleta - dirigida per Jean-Pierre i Luc Dardenne
24. Petites mentides sense importància - director: Guillaume Canet
25. Lidice - director: Petr Nikolaev
26. Loverboy - director: Cătălin Mitulescu
27. Majki - director: Milcho Manchevski
28. Melancolia - director: Lars von Trier
29. Neds dirigit per Peter Mullan
30. Noi credevamo - dirigit per Mario Martone
31. Oslo, 31. august - director: Joachim Trier
32. Ovsianki (Овцянки) - director: Aleksei Fedortxenko
33. Pa negre - director: Agustí Villaronga
34. Play - director: Ruben Östlund
35. Přežít svůj život - director: Jan Švankmajer
36. Rundskop - director: Michaël R. Roskam
37. Sala samobójców - director: Jan Komasa
38. Svinalängorna - director: Pernilla August
39. También la lluvia - director: Icíar Bollaín
40. The Artist - director: Michel Hazanavicius
41. El discurs del rei - Director: Tom Hooper
42. Tilva Roš - director: Nikola Ležaić
43. Tirza - director: Rudolf van den Berg
44. Tomboy - director: Céline Sciamma
45. We Need to Talk About Kevin dirigida per Lynne Ramsay

## Guanyadors i nominats
Els guanyadors estan en fons groc i en negreta.

### Millor pel·lícula europea
| Títol                  | Director(s)                | Productor(s)                            | País                                |
| ---------------------- | -------------------------- | --------------------------------------- | ----------------------------------- |
| Melancolia             | Lars von Trier             | Meta Louise Foldager Louise Vesth       | Dinamarca, Suècia, França, Alemanya |
| The Artist             | Michel Hazanavicius        | Thomas Langmann                         | França                              |
| El nen de la bicicleta | Luc i Jean-Pierre Dardenne | Denis Freyd                             | Bèlgica, França, Itàlia             |
| En un món millor       | Susanne Bier               | Sisse Graum Jørgensen                   | Dinamarca                           |
| El discurs del rei     | Tom Hooper                 | Iain Canning Emile Sherman Gareth Unwin | Regne Unit                          |
| Le Havre               | Aki Kaurismäki             | Aki Kaurismäki                          | Finlàndia, França, Alemanya         |

### Premi al descobriment europeu-Prix Fipresci
| Títol             | Director(s)       | Productor(s)                                                                | País      |
| ----------------- | ----------------- | --------------------------------------------------------------------------- | --------- |
| Adem              | Hans Van Nuffel   | Jean-Claude Van Rijckeghem, Dries Phlypo                                    | ,         |
| Atmen             | Karl Markovics    | Dieter Pochlatko, Nikolaus Wisiak                                           | Àustria   |
| Michael           | Markus Schleinzer | Nikolaus Geyrhalter, Michael Kitzberger, Wolfgang Widerhofer, Markus Glaser | Àustria   |
| Nothing’s All Bad | Mikkel Munch-Fals | Meta Louise Foldager, Stine Meldgaard Madsen                                | Dinamarca |
| Tilva Roš         | Nikola Ležaić     | Uroš Tomić, Nikola Ležaić, Mina Đukić                                       | Sèrbia    |

### Millor director europeu
| Receptor(s)                         | Títol                  |
| ----------------------------------- | ---------------------- |
| Susanne Bier                        | En un món millor       |
| Jean-Pierre Dardenne i Luc Dardenne | El nen de la bicicleta |
| Aki Kaurismäki                      | Le Havre               |
| Béla Tarr                           | El cavall de Torí      |
| Lars von Trier                      | Melancholia            |

### Millor actriu europea
| Receptor(s)            | Títol                       |
| ---------------------- | --------------------------- |
| Tilda Swinton          | We Need to Talk About Kevin |
| Cécile de France       | El nen de la bicicleta      |
| / Kirsten Dunst        | Melancolia                  |
| / Charlotte Gainsbourg | Melancolia                  |
| Nadejda Markina        | Elena                       |

### Millor actor europeu
| Receptor(s)       | Títol              |
| ----------------- | ------------------ |
| Colin Firth       | El discurs del rei |
| Jean Dujardin     | The Artist         |
| Mikael Persbrandt | En un món millor   |
| Michel Piccoli    | Habemus Papam      |
| André Wilms       | Le Havre           |

### Millor guió europeu
| Receptor(s)                       | Títol                  |
| --------------------------------- | ---------------------- |
| Jean-Pierre Dardenne Luc Dardenne | El nen de la bicicleta |
| Anders Thomas Jensen              | En un món millor       |
| Aki Kaurismäki                    | Le Havre               |
| Lars von Trier                    | Melancolia             |

### Millor fotografia- Premi Carlo di Palma
| Receptor(s)          | Títol             |
| -------------------- | ----------------- |
| Manuel Alberto Claro | Melancolia        |
| Fred Kelemen         | El cavall de Torí |
| Guillaume Schiffman  | The Artist        |
| Adam Sikora          | Essential Killing |

### Millor muntatge
| Receptor(s)             | Títol              |
| ----------------------- | ------------------ |
| Tariq Anwar             | El discurs del rei |
| Mathilde Bonnefoy       | Drei               |
| Molly Malene Stensgaard | Melancolia         |

### Millor direcció artística
| Receptor(s)    | Títol              |
| -------------- | ------------------ |
| Jette Lehmann  | Melancholia        |
| Paola Bizzarri | Habemus Papam      |
| Antxón Gómez   | La piel que habito |

### Millor compositor
| Receptor(s)       | Títol              |
| ----------------- | ------------------ |
| Ludovic Bource    | The Artist         |
| Alexandre Desplat | El discurs del rei |
| Alberto Iglesias  | La piel que habito |
| Mihály Vig        | El cavall de Torí  |

### Millor pel·lícula europea d'animació
Els nominats a la millor pel·lícula d'animació van ser seleccionats per un comitè format per membres de la junta directiva de l'EFA i representants de l'Associació Europea de Pel·lícules d'Animació.
| Títol             | Director(s)                                     | País            |
| ----------------- | ----------------------------------------------- | --------------- |
| Chico i Rita      | Tono Errando, Javier Mariscal i Fernando Trueba | Espanya,        |
| Le Chat du rabbin | Antoine Delesvaux i Joann Sfar                  | França          |
| Une vie de chat   | Jean-Loup Felicioli i Alain Gagnol              | França, Bèlgica |

### Millor documental - Prix arte
| Títol                 | Director(s)            | País                                     |
| --------------------- | ---------------------- | ---------------------------------------- |
| Pina                  | Wim Wenders            | Alemanya                                 |
| Stand van de Sterren  | Leonard Retel Helmrich | Països Baixos                            |
| ¡Vivan las Antipodas! | Victor Kossakovsky     | Alemanya, Països Baixos, Argentina, Xile |

### Millor curtmetratge
Els nominats al millor curtmetratge foren seleccionats per un jurat independent a diversos festivals de cinema d'arreu d'Europa.
| Títol               | Director(s)             | País                  | Festival                  |
| ------------------- | ----------------------- | --------------------- | ------------------------- |
| The Wholly Family   | Terry Gilliam           | Itàlia                | Festival de Drama         |
| Berik               | Daniel Joseph Borgman   | Dinamarca             | Festival de Gant          |
| Små barn, stora ord | Lisa James-Larsson      | Suècia                | Seminci                   |
| Händelse vid bank   | Ruben Östlund           | Suècia                | Festival de Cork          |
| Derby               | Paul Negoescu           | Romania               | Festival de Bristol       |
| Jessi               | Mariejosephin Schneider | Alemanya              | Festival d'Angers         |
| I lupi              | Alberto de Michele      | Itàlia, Països Baixos | Festival de Rotterdam     |
| Återfödelsen        | Hugo Lilja              | Suècia                | Berlinale                 |
| Apele tac           | Anca Miruna Lăzărescu   | Alemanya, Romania     | Festival de Tampere       |
| Paparazzi           | Piotr Bernaś            | Polònia               | Festival de Cracòvia      |
| La gran carrera     | Kote Camacho            | Espanya               | Festival de Grimstad      |
| Dimanches           | Valéry Rosier           | Bèlgica               | Festival de Vila do Conde |
| Tse                 | Roee Rosen              | Israel                | Festival de Sarajevo      |
| Opowieści z chłodni | Grzegorz Jaroszuk       | Polònia               | Festival de Locarno       |
| Hypercrisis         | Josef Dabernig          | Àustria               | Festival de Venècia       |

### Premis del Públic
Els guanyadors del Premi del Públic van ser escollits per votació en línia.
| Pel·lícula                         | Director                       | País                               |
| ---------------------------------- | ------------------------------ | ---------------------------------- |
| El discurs del rei                 | Tom Hooper                     | Regne Unit                         |
| Animals united                     | Reinhard Klooss i Holger Tappe | Alemanya                           |
| También la lluvia                  | Icíar Bollaín                  | Espanya                            |
| En un món millor                   | Susanne Bier                   | Dinamarca, Suècia                  |
| Petites mentides sense importància | Guillaume Canet                | França                             |
| Potiche                            | François Ozon                  | França, Bèlgica                    |
| Sense identitat                    | Jaume Collet-Serra             | Alemanya, Estats Units, Regne Unit |
| Benvinguts al sud                  | Luca Miniero                   | Itàlia                             |

### Premi Eurimages
- Mariela Besuievsky

### Premi del mèrit europeu al Cinema Mundial
- Mads Mikkelsen

### Premi a la carrera
- Michel Piccoli
- Stephen Frears

## Galeria

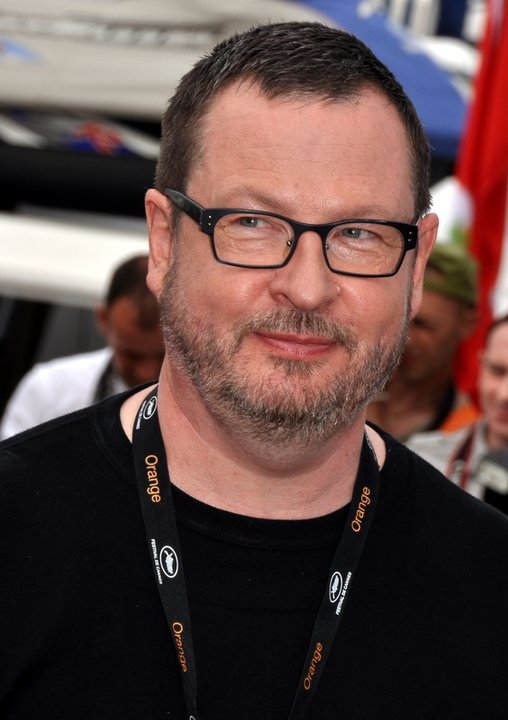
Lars Von Trier, millor pel·lícula
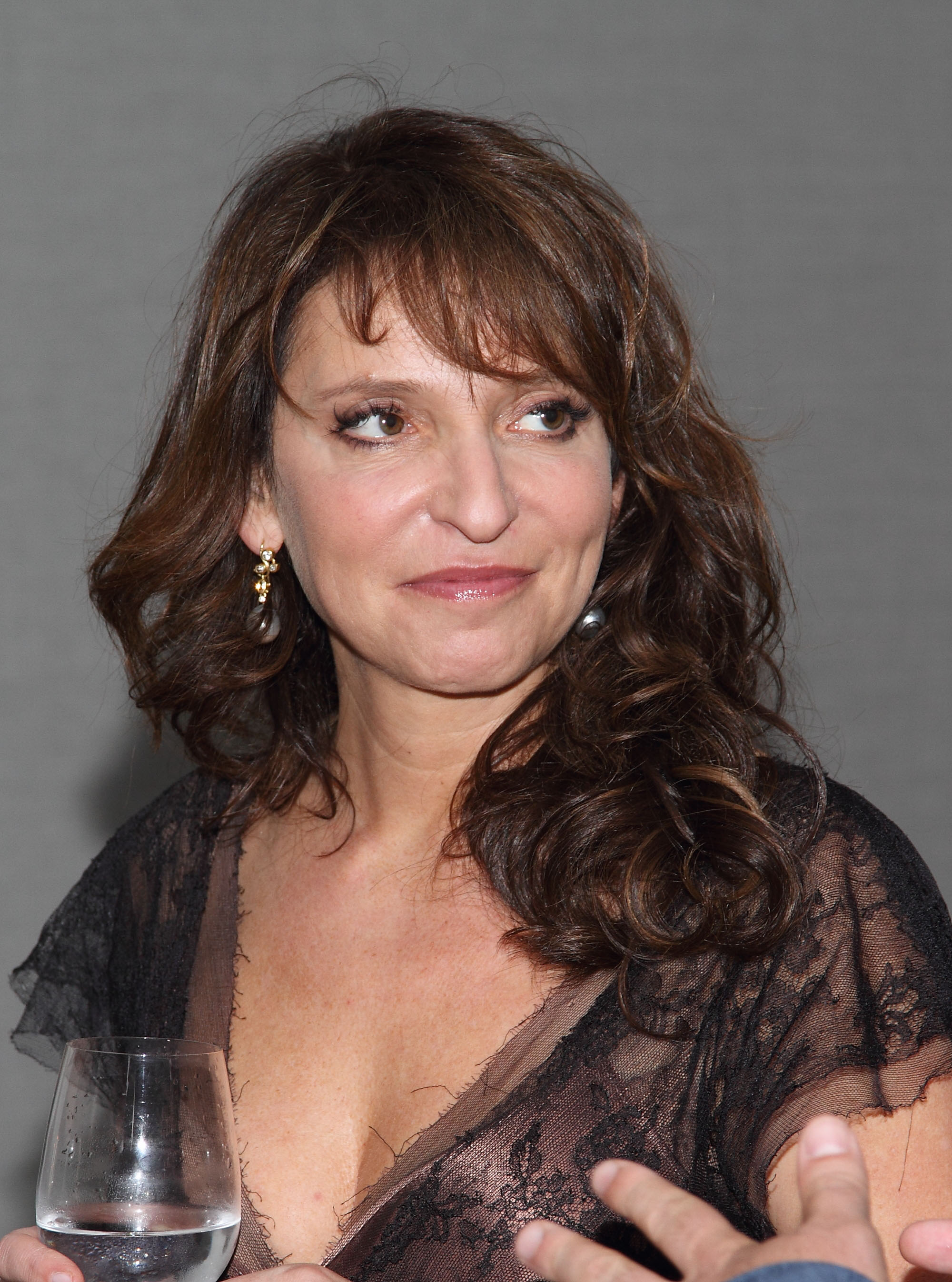
Susanne Bier, millor directora
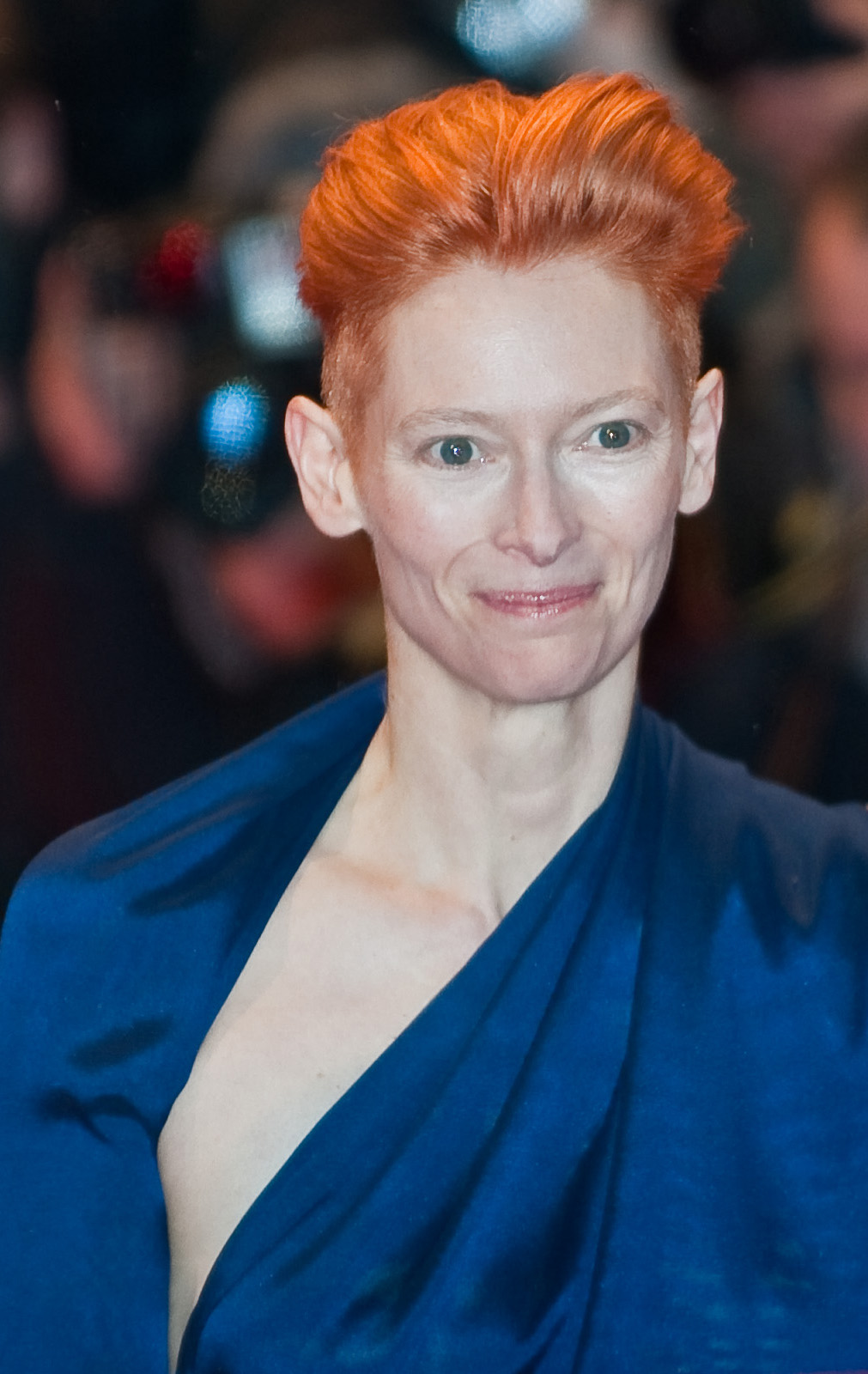
Tilda Swinton, millor actriu
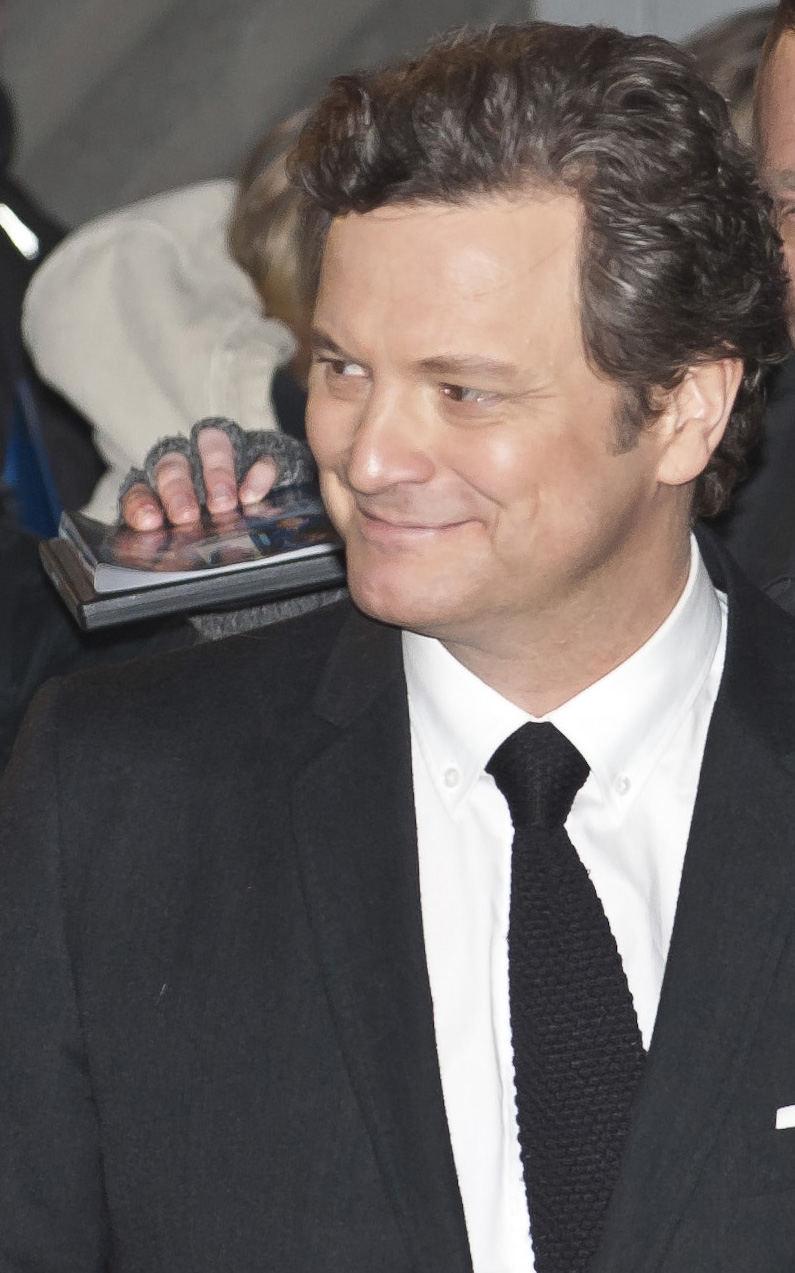
Colin Firth, millor actor
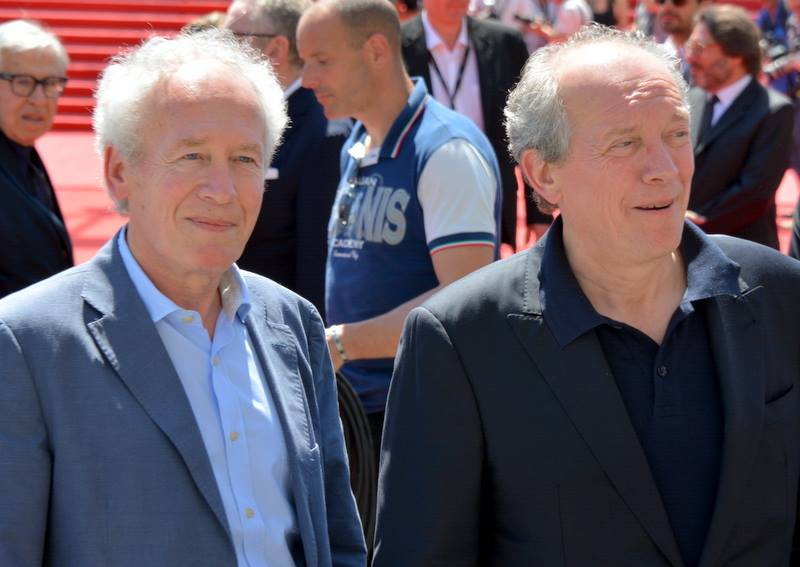
Els germans Dardenne, millor guió
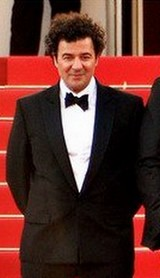
Ludovic Bource, millor compositor
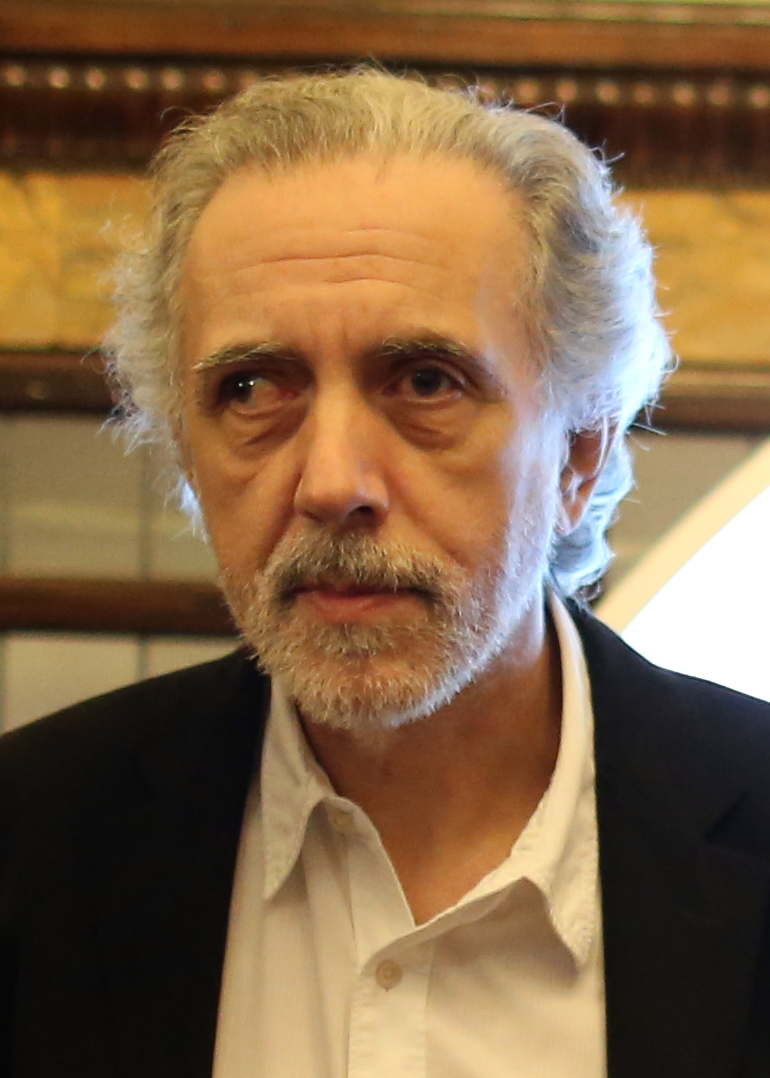
Fernando Trueba, millor pel·lícula d'animació
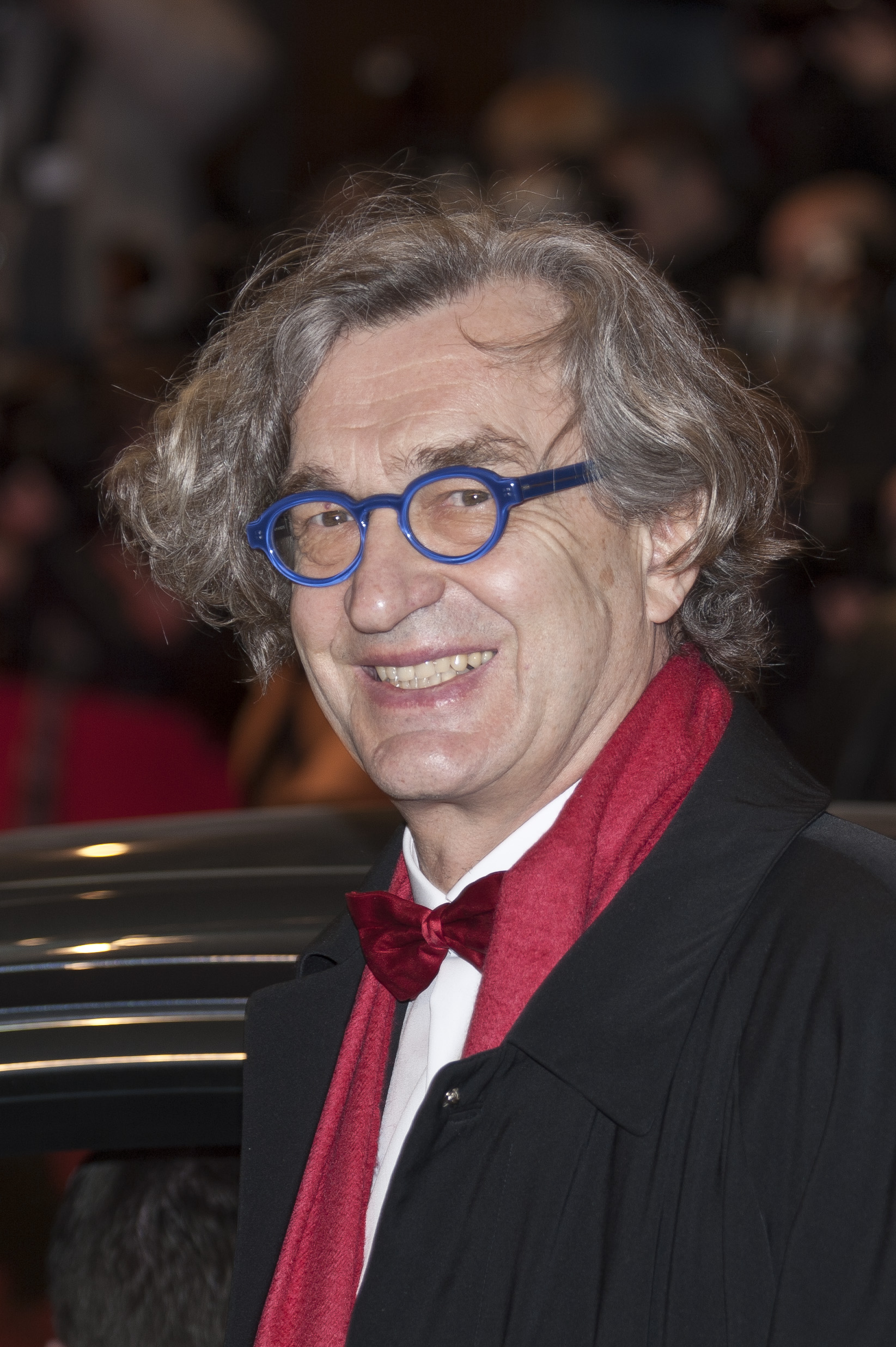
Wim Wenders, millor documental
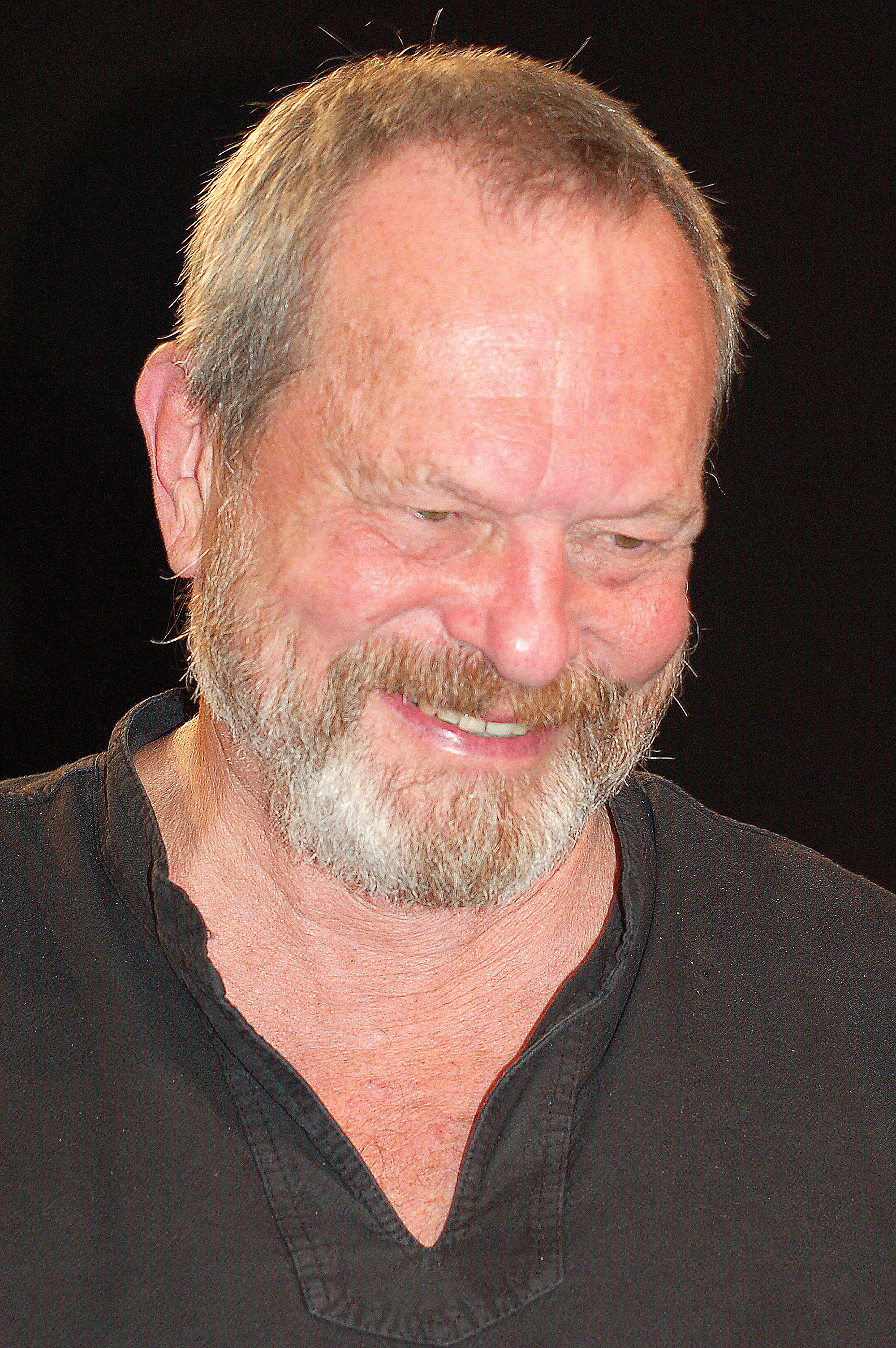
Terry Gilliam, millor curtmetratge
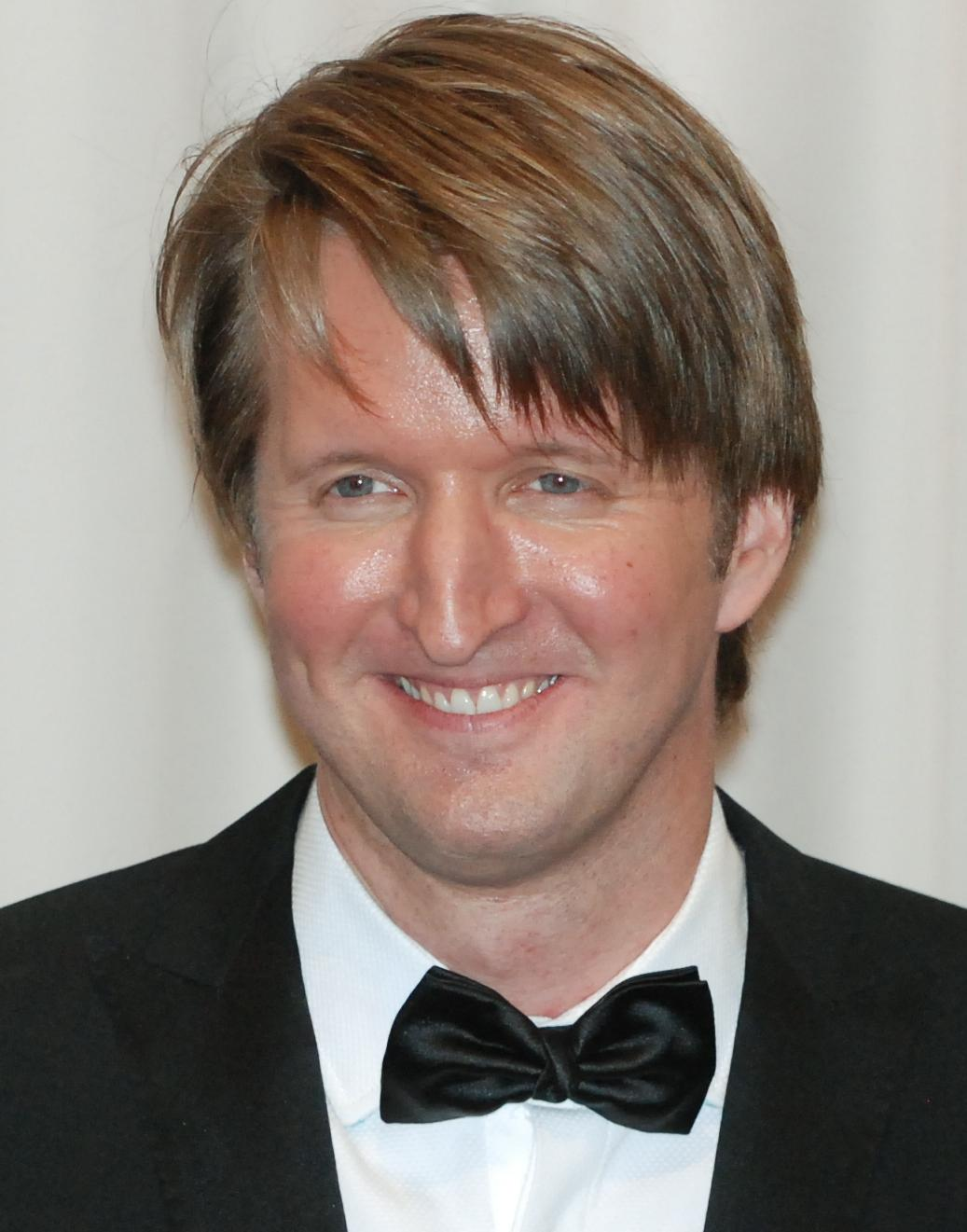
Tom Hooper, premi del públic
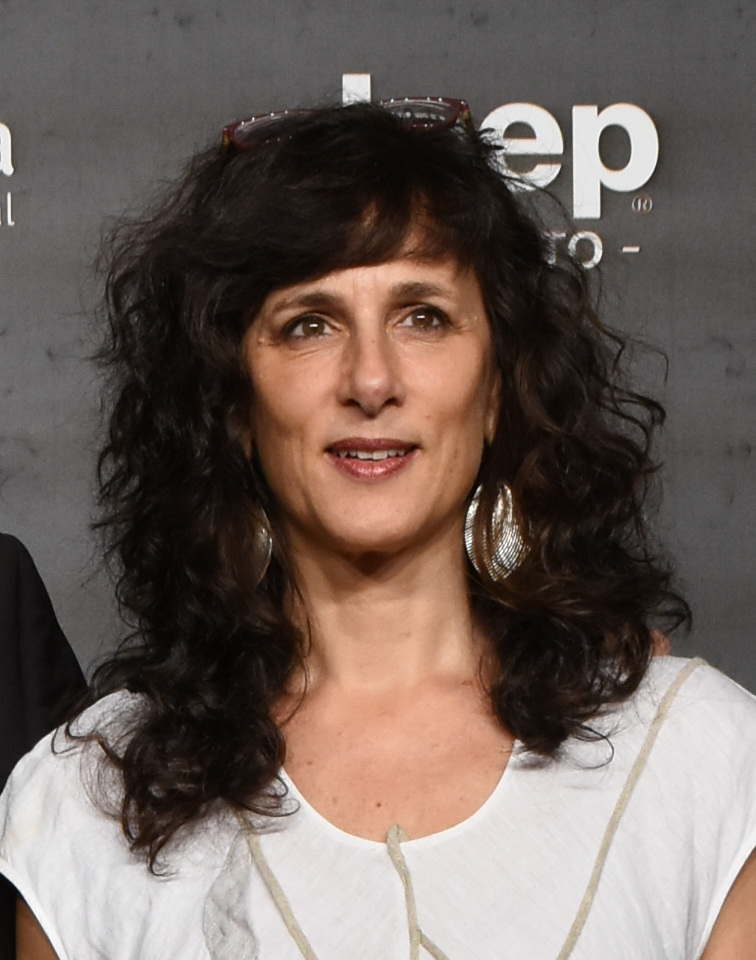
Mariela Besuievsky, premi Eurimages
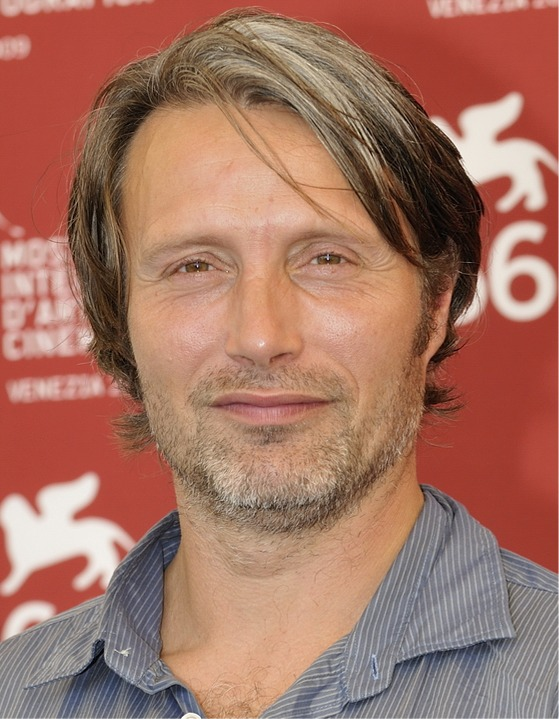
Mads Mikkelsen, premi al mèrit
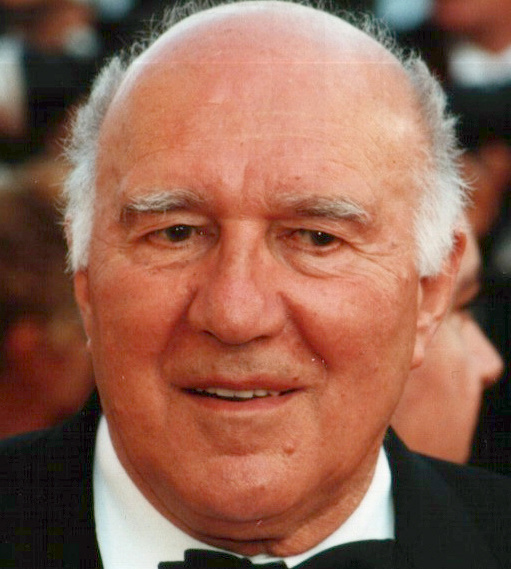
Michel Piccoli, premi a la trajectòria
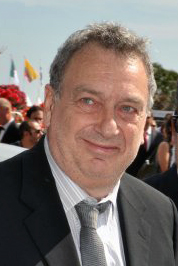
Stephen Frears, premi a la trajectòria